# Smash (musikalbum)
Smash är det amerikanska punkrockbandet The Offsprings tredje studioalbum, släppt den 8 april 1994 via skivbolaget Epitaph Records. Grungebandet Nirvanas framgångsrika lansering av Nevermind och "Smells Like Teen Spirit" i september 1991 banade väg för amerikanska punkrockband att nå ut till en bredare publik i och med likheterna mellan grunge och punkrock. Ignition, The Offsprings första album som lanserades via Epitaph, överträffade både bandets och skivbolagets förväntningar men gav inte The Offspring något större kommersiellt genombrott utan detta kom istället med lanseringen av Smash.
Smash spelades in mellan januari och februari 1994 i Track Record Studios och The Hook i North Hollywood, Kalifornien med producenten Thom Wilson. Större delen av låttexterna för albumet skrevs av Dexter Holland under tiden han satt fast i bilköer på motorvägen och han har sagt att det var ett sätt för honom att kunna fokusera på att skriva låtar två timmar om dagen. Smash sattes ihop på plats i studion och det låg inte ett systematiskt arbete bakom inspelningen av albumet. Under inspelningen av Smash kritiserade Wilson bandets musikaliska riktning eftersom han ansåg att de drog sig för mycket bort från punkrocken och bandmedlemmarnas relation med Wilson blev ansträngd; Smash skulle komma att bli det sista album Wilson producerade för The Offspring.
Smash fick främst positiva reaktioner när det lanserades. En recensent kallade Smash för "punkrockens viktigaste kommersiella genombrott sedan Nirvanas Nevermind" och det har även klassats som ett av de album som gjorde punkrocken till en mainstreamgenre under 1990-talet. Smash är det bäst säljande albumet från ett självständigt skivbolag någonsin. Albumet nådde som bäst plats 1 i Australien, men nådde upp på topp 10 i länder såsom Sverige, USA, Kanada, Tyskland, Finland och Norge. Smash certifierades för sexfaldig platina i maj 2000 i USA och har certifierats för minst platina i bland annat Sverige, Australien, Kanada och Storbritannien. År 2014, tjugo år efter albumets ursprungliga lansering, släpptes Smash i en 20th Anniversary Edition och 2024, trettio år efter albumets ursprungliga lansering, släpptes Smash i en 30th Anniversary Edition.

## Bakgrund och inspelning

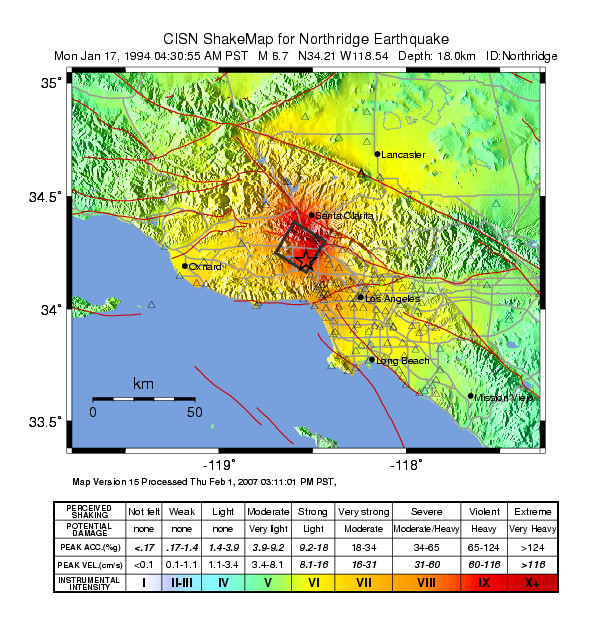
Den 17 januari 1994, under inspelningen av albumet, drabbades Track Record Studios av den så kallade Northridge-jordbävningen, vilken förstörde bland annat taket i studion.

Punkrocken hade efter sin storhetstid på 1970-talet och första hälften av 1980-talet dalat i popularitet och ansågs under andra hälften av 1980-talet och början på 1990-talet till stor del vara en undergroundgenre med flera band inom subgenrerna hardcorepunk och Oi!. Detta ändrades i september 1991 när grungebandet Nirvana lanserade Nevermind och "Smells Like Teen Spirit". Både albumet och singeln blev väldigt framgångsrika och grunge blev till en mainstreamgenre. I och med Nirvanas popularitet och likheterna mellan grunge och punkrock banades det väg för amerikanska punkrockband att nå ut till en bredare publik.
The Offsprings lansering av Ignition i oktober 1992, vilket var deras första studioalbum för Epitaph Records, överträffade både bandets och skivbolagets förväntningar och The Offspring turnerade med Ignition fram till den 1 april 1994. En obetitlad demokassett spelades in av The Offspring under 1993, där några av arbetstitlarna för låtarna var: "In Colorado" (senare "Nitro (Youth Energy)"), "Man on a Wheel" (senare "Smash"), "Really, Really Punk" (senare "So Alone"), "Killboy" (senare "Killboy Powerhead"), "Cogs" (senare "Gotta Get Away"), "I'm Not the One" (senare "Not the One") och "Old Slow One" (senare "Self Esteem"). Bandet påbörjade inspelningen av Smash i januari 1994 i studion Track Record i North Hollywood, Kalifornien; från början tänkte The Offspring spela in albumet i en studio i Orange County, Kalifornien eftersom den låg närmare deras hem, men på grund av tekniska problem i den studion flyttades inspelningen. The Offspring valde att återigen arbeta tillsammans med producenten Thom Wilson, som tidigare hade producerat musikalbumen The Offspring och Ignition. Under inspelningen av Smash kritiserade Wilson bandets musikaliska riktning eftersom han ansåg att de drog sig för mycket bort från punkrocken och bandmedlemmarnas relation med Wilson blev ansträngd; Smash skulle komma att bli det sista album Wilson producerade för The Offspring. Under inspelningen av albumet drabbades Track Record av den så kallade Northridge-jordbävningen, vilken ägde rum den 17 januari 1994, och den förstörde bland annat taket i studion. Efter ytterligare inspelning i studion The Hook i North Hollywood, Kalifornien avslutades inspelningsprocessen i februari 1994. Totalt sett tog Smash tre veckor att spela in och samtliga låtar som spelades in användes på albumet. Holland har sagt att han ansåg att inspelningsprocessen kändes forcerad av Epitaph Records.
Dexter Holland har sagt att under tiden albumet spelades in hade bandet inga förväntningar på att någon av deras låtar skulle spelas på radio eftersom deras musikgenre ännu inte ansågs helt accepterad inom mainstreamen. Noodles har sagt i en intervju att Smash sattes ihop på plats i studion och att det inte var ett systematiskt arbete som låg bakom inspelningen av albumet. Då bandmedlemmarna inte hade tillräckligt med pengar för att betala fullpris för inspelningen var de tvungna att arbeta fram ett avtal med Track Record som gick ut på att de tilläts att spela in under eftermiddagar och sena kvällar när studion i vanliga fall inte användes. Kostnaden för att spela in Smash låg på $20 000.

## Musik och låttext
"Albumet undviker det stereotypa malandet som många andra punk- och hårdrocksalbum har. Ofta försvinner delar av bandet helt och kvar lämnas bara ett enstaka, naket moment (Holland sjunger exempelvis en vers i 'Bad Habit' a cappella). Ibland har ett tomrum lagts till i en låt för en dramatisk effekt. Många låtar innehåller stycken som samlar kraft genom ökning, kanske börjandes med bara en rytm, sedan ett skrapande gitarriff, sedan en accelererande trumtakt, som ett tag senare får sällskap av en impulsdriven basslinga. Istället för att trampa ned lyssnaren genom att ha fullt tempo från början ger The Offspring dig nöjet att se oundvikligheten i rörelse. När tempoökningen kommer har du sett den i förväg och dina förväntningar gör det hela så mycket mer tillfredsställande när den väl anländer."
Större delen av låttexterna för Smash skrevs av Holland under tiden han satt fast i bilköer på motorvägen och han har sagt att det var ett sätt för honom att kunna fokusera på att skriva låtar två timmar om dagen. Bilen Holland körde var av en äldre modell och var relativt långsam. Detta gjorde att andra bilister ibland blev upprörda över den låga hastighet Holland höll och då kastade skräp på hans bil. Denna typ av beteende benämns "road rage" på engelska (ungefärlig översättning: "vägilska") och inspirerade Holland att skriva "Bad Habit", vilket är en låt som anspelar på de skottlossningar som ägde rum på motorvägen i södra Kalifornien under mitten av 1990-talet.
"Come Out and Play (Keep 'Em Separated)", en låt om gängvåld i high school, var den sista låten som spelades in för Smash. Holland hade haft en idé om ett riff som var influerat av orientalisk musik och av surfrock, där han ville att meningen "gotta keep 'em separated" skulle spelas in av en mexikansk person; i slutändan var det Jason "Blackball" McLean som spelade in denna mening. Idén för meningen "gotta keep 'em separated" fick Holland när han som doktorand i molekylärbiologi vid University of Southern California arbetade med att odla bakterier för att kunna infektera med virus. Han kom under sitt arbete att förstå att nedkylningsprocessen gick snabbare om de kolvar han hade värmt upp i en autoklav hölls separerade från varandra. Holland kände sig från början inte bekväm att dela med sig av sitt förslag för "Come Out and Play (Keep 'Em Separated)" med de andra bandmedlemmarna eftersom han trodde att de skulle avfärda den, vilket det senare visade sig att de inte gjorde. När Holland först spelade sitt riff för Wilson var det en oktav högre än det slutgiltiga riffet. Wilson ansåg att riffet var okej, men det var först när Holland spelade det i en lägre oktav som Wilson ansåg att det kändes rätt för låten.
Smash börjar med "Time to Relax", vilket är ett kort och lugnande tal som hålls av John Mayer. Holland har sagt att Mayers röst var ovanlig och han uppskattade Mayers arbete så pass mycket att The Offspring valde att samarbeta med honom även på senare album. "Time to Relax" avslutas med orden "After all, music soothes even the savage beasts", vilket är en parafrasering av meningen "Music has charms to soothe a savage breast" från William Congreves tragedi The Mourning Bride från 1697. Utöver "Time to Relax" håller Mayer även kortare tal i slutet av "Genocide" och "Smash". Noodles har sagt att strukturen i "Self Esteem" var annorlunda för en låt av The Offspring. Han ansåg att den var långsammare än tidigare låtar bandet hade spelat in, men Holland kommenterade att "Dirty Magic" från Ignition var en relativt lugn låt som de hade lanserat tidigare och att The Offspring i och med lanseringen av Smash spelade in låtar som var olika de bandet hade spelat in förut. Holland har även sagt att "Self Esteem" inte handlar om varken honom själv eller om någon speciell person utan att det var olika personers berättelser som låg till grund för låtens handling. Melodin till "Self Esteem" skrev Holland en morgon precis efter att han hade vaknat och refrängen skrev han i sin bil på väg till universitetet.
Några av de sista låtarna som färdigställdes under inspelningen av albumet var "It'll Be a Long Time", "Smash", "Come Out and Play (Keep 'Em Separated)" och "Gotta Get Away", där den senare har sin grund i "Cogs" som bandet hade skrivit under tiden de fortfarande kallade sig för Manic Subsidal. Holland har förklarat att "Gotta Get Away" handlar om paranoia och beskriver hans egen sinnesstämning under slutarbetet med Smash eftersom bandet hade en väldigt pressad deadline att hålla. "Killboy Powerhead" är en coverversion av The Didjits låt med samma namn från deras album Hornet Piñata, som lanserades 1990. Rick Sims från The Didjits har sagt att han älskar The Offsprings version av låten. "What Happened to You?" är ett av de tidigaste exemplen på hur The Offspring har inspirerats av jamaicansk skamusik och låten handlar om drogmissbruk. "Genocide" är en låt som experimenterar med skifte i både tempo och dynamik. "Protocol" var en låt Holland från början hade tänkt skulle vara med på Smash men Brett Gurewitz, grundaren av Epitaph, ansåg inte att den var tillräckligt bra. Låten skrevs sedan om, fick det nya namnet "All I Want" och lanserades på Ixnay on the Hombre istället. Mycket på grund av Wilsons inflytande innehåller Smash bara ett enda gitarrsolo.

## Albumnamn och förpackning
Namnet på albumet kommer från låten "Smash" och dess låttext, i vilken beskrivningen görs med följande ord: "Smash is the way you feel all alone, like an outcast you're out on your own, smash is the way you deal with your life, like an outcast you're smashing your strife." Dessa textrader är, enligt Randy Lewis på Los Angeles Times, "en summering och dyrkan av den främlingskap som, ironiskt nog, är grunden för den gemensamma punkkulturen."
Skivomslaget av Smash består av en röntgenbild av en mänsklig överkropp och i bilden visas kraniet, axlarna och bröstkorgen. Samma bild förekommer även på albumets baksida och på själva skivan, men då med olika färgsättningar. Bilden, som designades av Fred Hidalgo och Kevin Head, har ett suddigt och spöklikt lager, vilket har beskrivits ge Smash ett "slående" och "aggressivt" utseende. Edward Frausto från FIND Art gjorde en tolkning av bilden på albumets framsida under namnet Atomic Man och denna ingick i 20th Anniversary Edition av Smash. Frausto har sagt att redan som ung fångade skivomslaget av Smash hans intresse och han tillbringade mycket tid åt att fundera över varför skelettet på framsidan ser ut som det gör. Frausto ansåg att bilden på framsidan av Smash visar på en man i en övergångsfas, genomgående en sorts metamorfos, som pekar på själva livets slutskede och början på en kosmisk resa som en stjärna. Skivomslaget av Smash, och även dess namn, representerar de mörka och nihilistiska teman som återfinns på albumet i form av död, girighet, självmord, våld och missbruk. Liknande röntgenbilder av skelett förekommer även på skivomslagen till albumets tre singlar: "Come Out and Play (Keep 'Em Separated)", "Self Esteem" samt vissa versioner av "Gotta Get Away". En snarlik bild förekommer även på skivomslaget av hyllningsalbumet A Tribute to The Offspring, som lanserades av Anarchy Music den 9 mars 2004. Smash är en av få lanseringar av bandet där de kallar sig för enbart Offspring.

## Lansering och marknadsföring
Smash släpptes den 8 april 1994 i USA och den 27 maj 1994 i Sverige. 1994 lanserades, förutom Smash, flera kända punkrockalbum såsom Green Days Dookie, Bad Religions Stranger Than Fiction och NOFX Punk in Drublic. Året därpå släpptes Rancids …And Out Come the Wolves och tillsammans anses dessa band vara några av de som återupplivade punkrocken i mitten av 1990-talet, i vad som kallas för punk revival.
Från Smash lanserades tre singlar: "Come Out and Play (Keep 'Em Separated)", "Self Esteem" och "Gotta Get Away". "Come Out and Play (Keep 'Em Separated)" lanserades den 10 mars 1994 och nådde som bäst plats 1 i USA och plats 23 i Sverige. Albumets andra singel, "Self Esteem", släpptes den 22 december 1994 och hamnade på plats 1 både i Sverige och Norge. Singeln har även sålt platina i Norge och guld i Sverige. "Gotta Get Away" var den sista singeln som lanserades från Smash, vilket skedde den 2 februari 1995. Singeln nådde som bäst plats 6 i USA och plats 26 i Sverige. The Offspring hade den 7 december 1994 uppträtt med "Bad Habit" på Billboard Music Award och den 15 mars 1995 släpptes denna låt som en radiosingel.
För att The Offsprings låtar skulle spelas så mycket som möjligt på radio anlitade bandet marknadsföraren Mike Jacobs. Dock försökte bandet undvika att marknadsföra sig själva för mycket och de tackade nej till att medverka under bland annat The Late Show with David Letterman, Late Night with Conan O'Brien, 120 Minutes och Saturday Night Live.

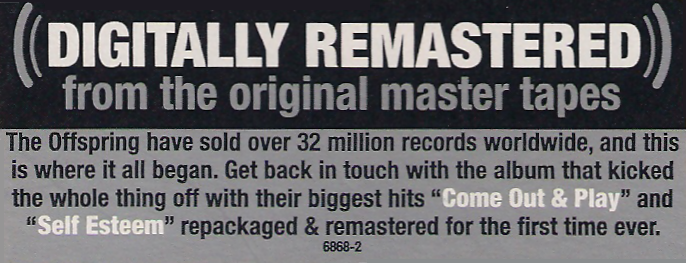
Klistermärket på remasterutgåvan av Smash, som lanserades i juni 2008.

Epitaph släppte i juni 2008 en remasterutgåva av Smash, samt Ignition, på samma dag som The Offspring lanserade Rise and Fall, Rage and Grace i USA. Holland har sagt i en intervju att han inte hann med att godkänna dessa utgåvor innan de släpptes och att han var orolig över att albumens essens skulle försvinna i remasterprocessen. År 2014, tjugo år efter albumets ursprungliga lansering, släpptes Smash i en 20th Anniversary Edition och 2024, trettio år efter albumets ursprungliga lansering, släpptes Smash i en 30th Anniversary Edition.

### Försäljning

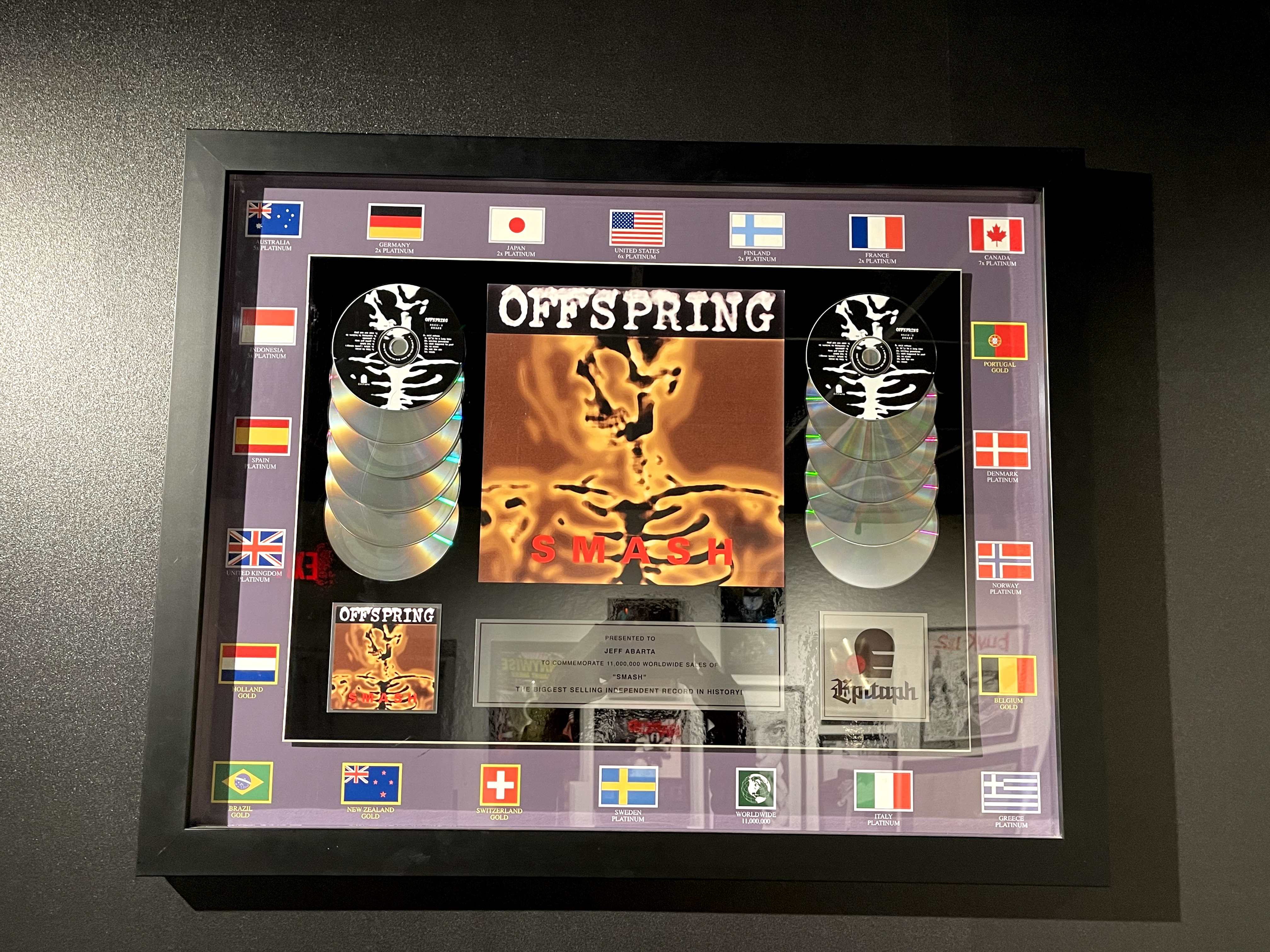
En tavla som uppmärksammar de globala försäljningssiffrorna för Smash.

The Offsprings föregående album, Ignition, hade sålt mellan 50 000 till 60 000 kopior globalt när bandet började spela in Smash och bandets förhoppningar var att Smash skulle sälja mellan 70 000 till 140 000 kopior. Wilson förväntade sig till en början att albumet skulle sälja åtminstone 150 000 kopior och bli den största kommersiella framgången Epitaph någonsin hade haft. Efter fyra månader hade albumet sålt en miljon kopior, i februari 1995 tre miljoner kopior och i januari 1999 rapporterades det att Smash hade sålt 8,5 miljoner kopior. I november 2003 rapporterades en försäljning på över 11 miljoner kopior globalt. Det är osäkert exakt hur många kopior av Smash som har sålts sedan lanseringen, där det har rapporterats en försäljning på 12–20 miljoner kopior globalt. Dessa försäljningssiffror gör Smash till det bäst säljande albumet från ett självständigt skivbolag någonsin. I USA certifierades Smash för både guld och platina den 8 augusti 1994 och sexfaldig platina den 3 maj 2000. I Sverige har albumet certifierats för platina.
Gurewitz har sagt att första gången han hörde den färdigmixade versionen av Smash fastnade han för "Self Esteem" och lyssnade på den elva gånger under samma dag. Gurewitz sade att han förstod att Smash skulle bli en succé och i och med albumets popularitet fylldes Epitaphs lokaler upp till taket med kopior av The Offsprings album. På grund av den stora efterfrågan av bandets album arbetade Epitaph fram ett avtal med tryckerierna om att de skulle skeppa direkt till centrallagerna för att på så sätt helt kringgå distributörerna. The Offsprings framgångar låg till grund för att Gurewitz skulle komma att lämna Bad Religion under 1994. Framgångarna gjorde även att Gurewitz fick flera förslag att antingen sälja Epitaph till större skivbolag eller åtminstone skapa ett samriskföretag med dem, men han avvisade alla sådana förslag. Gurewitz och bandmedlemmarna i The Offspring spenderade därför en hel del av sina privata tillgångar för att kunna hantera efterarbetet med lanseringen av Smash. I Australien lanserades albumet av det självständiga skivbolaget Shock Records, vilket blev deras genombrott i landet. Charles Caldas på Shock Records har sagt att tidigare ansåg de att om ett album Shock Records lanserade sålde 5 000 kopior var det en prestation. Smash däremot sålde 450 000 kopior i Australien och Frank Falvo på Shock Records har sagt att skivbolaget inte var redo att hantera sådana framgångar.

### Turné
The Offspring turnerade med Smash i över två år. I maj 1994 gav de sig ut på en två månader lång turné i USA tillsammans med SNFU, Battery Club och Pennywise. Under sommaren 1994 turnerade The Offspring både i USA och Europa tillsammans med Guttermouth, Big Drill Car och Desaster Area. Ännu en USA-turné ägde rum mellan oktober och november samma år, denna gång tillsammans med Rancid. I januari 1995 turnerade bandet för första gången i Japan och Australien. Efter flera turnéer under 1995 ägde den sista turnén för Smash rum i Europa i augusti 1996; totalt genomförde The Offspring 227 konserter för att marknadsföra albumet. Under 2014 och 2024 framförde The Offspring Smash i sin helhet under vissa konserter för att fira att det var tjugo respektive trettio år sedan albumet släpptes.

## Mottagande och eftermäle
När Smash lanserades fick det främst positiva reaktioner. Smash har i efterhand klassats som ett av de album som gjorde punkrocken till en mainstreamgenre under 1990-talet. Alec Foege på Rolling Stone ansåg att Smash var punkrockens viktigaste kommersiella genombrott sedan Nirvanas Nevermind och han lyfte särskilt fram "Something to Believe In", "Genocide" och "So Alone" som exempel på tre punklåtar som var fyllda med energi. Genevieve Williams kallade Smash för en "perfekt blandning mellan riff och ilska" och skrev att "bandet beskriver den ungdomliga erfarenheten med klarhet och överraskande skarp kvickhet." Brenden Riley på Stereogum drog flera paralleller mellan Smash och Green Days Dookie, där han ansåg att Smash hade ett råare sound även om mixningen av albumet var välgjord. Riley menade på att Smash hade influenser både från poppunk och metalmusik, men att albumet i slutändan inte var bandets bästa utan där han ansåg att föregångaren Ignition var bättre. Stephen Thomas Erlewine på Allmusic jämförde The Offspring med både Nirvana och Metallica och han ansåg att även om inte alla albumets låtar var lika medryckande som de som släpptes som singlar var Smash ett gediget album som var "fyllt med tillräckligt många tunga riff för att göra de flesta tonåringar nöjda." Erlewine gav albumet betyget 4,5 av 5. Robert Hilburn på Los Angeles Times ansåg att Smash främst berörde ungdomlig oro, men att The Offspring framförde detta budskap på ett övertygande sätt. Han betygsatte albumet 3 av 4. Jocky Fa på Punknews.org skrev i sin recension att även om Ignition skapade punktrenden var det Smash som lade grunden för punkrocken i mitten av 1990-talet. Fa gav albumet betyget 4,5 av 5. Greg Kot på Rolling Stone ansåg att The Offspring med Smash fångade den emotionella klyfta tonåringar ibland upplever på gränsen mellan barndomen och vuxenlivet. Dock tyckte han att Hollands röst emellanåt kunde bli för gnällig och att låtarna inte alltid var tillräckligt uppfinningsrika. Kot betygsatte albumet 3 av 5. Mike Stagno på Sputnikmusic skrev i sin recension att Smash var ett roligt album att lyssna på och att alla albumets låtar var fyllda med energi. Han skrev att flera av låtarna var medryckande och hade refränger som satt kvar i huvudet långt efter albumet hade slutat spela. Stagno gav albumet betyget 4 av 5. Mikael Mjörnberg på Folkbladet beskrev Smash som "poppigt snärtig punk av bästa märke". Håkan Steen på Aftonbladet var 1997 positivt inställd till "Come Out and Play (Keep 'Em Separated)", men benämnde Smash som ett "i övrigt [...] rätt träigt stycke kalifornisk punkrock". Maximum Rocknroll var från början väldigt positiva till albumet, men ändrade snabbt åsikt när Smash började bli populärt inom mainstreamen.
Smash finns med i boken 1001 Albums You Must Hear Before You Die och det var även med i Guitar Worlds omröstning "What Was the Best Guitar Album of 1994?" som ägde rum i november 2011. Albumet hamnade där på andra plats efter Bad Religions Stranger Than Fiction. I juli 2014 tog Guitar World med Smash som ett av albumen på listan "50 Iconic Albums That Defined 1994". Billboard placerade albumet på plats 56 på deras lista "Top Pop Albums of the '90s" och Rolling Stone placerade Smash på plats 17 på listan "1994: The 40 Best Records From Mainstream Alternative's Greatest Year". 2006 placerade Kerrang! Smash på plats 5 på listan över de 50 bästa punkrockalbumen någonsin och 2015 placerade de albumet på plats 7 på listan över de 50 bästa poppunkalbumen någonsin. Utöver detta har Kerrang! placerat Smash på deras listor "100 Albums You Must Hear Before You Die" (plats 54) och "200 Albums For The Year 2000: Essential '90s". Loudwire placerade Smash på plats 4 på listan "10 Best Hard Rock Albums of 1994" samt på plats 18 på listan "Top 25 Punk Albums of All Time" medan Exposure placerade albumet på plats 35 på deras lista "The 50 Greatest Albums Not to Make the Greatest Albums Lists". Bill Lamb på About.com placerade Smash på plats 6 på listan "Top 10 Punk Pop Albums" och RAW tog i augusti 1995 med albumet på listan "90 Essential Albums For The 90s". Visions har placerat albumet på deras listor "Die 100 (1991–1996) zur 50.Ausgabe" och "Die 100 wichtigsten Alben der 90er" (plats 100).
En sångbok för Smash publicerades den 30 december 1997 av Hal Leonard Corporation. Smash är ett av de punkrockalbum som nämns av After the Fall i deras låt "1994" från Fort Orange och en affisch för albumet förekommer i filmen Sandy Wexler från 2017.

## Låtlista

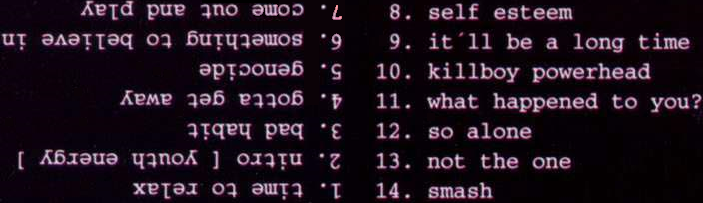
Låtlistan så som den är utskriven på baksidan av Smash.

Alla låtar är skrivna och komponerade av Dexter Holland, om inte annat anges. 
| Nr           | Titel                                  | Kompositör             | Längd |
| ------------ | -------------------------------------- | ---------------------- | ----- |
| 1.           | Time to Relax                          |                        | 0:25  |
| 2.           | Nitro (Youth Energy)                   |                        | 2:27  |
| 3.           | Bad Habit                              |                        | 3:43  |
| 4.           | Gotta Get Away                         |                        | 3:52  |
| 5.           | Genocide                               |                        | 3:33  |
| 6.           | Something to Believe In                |                        | 3:17  |
| 7.           | Come Out and Play (Keep 'Em Separated) |                        | 3:17  |
| 8.           | Self Esteem                            | Holland, Kristine Luna | 4:17  |
| 9.           | It'll Be a Long Time                   |                        | 2:43  |
| 10.          | Killboy Powerhead                      | The Didjits            | 2:02  |
| 11.          | What Happened to You?                  |                        | 2:12  |
| 12.          | So Alone                               |                        | 1:17  |
| 13.          | Not the One                            |                        | 2:54  |
| 14.          | Smash (innehåller gömda låtar)         |                        | 10:42 |
| Total längd: | Total längd:                           | Total längd:           | 46:46 |

### Gömda låtar
Kort efter att "Smash" tar slut startar en instrumentalisk låt som är knappt en minut lång och som senare skulle komma att bli introt till "Change the World" från Ixnay on the Hombre. Efter nästan fem minuters tystnad spelas "Come Out and Play (Acoustic Reprise)" (1:32), vilket är en instrumentalisk version av "Come Out and Play (Keep 'Em Separated)" med influenser av orientalisk musik.

## Medverkande
- Dexter Holland – sång och kompgitarr
- Noodles – sologitarr och sång
- Greg K. – elbas
- Ron Welty – trummor och sång

### Övriga medverkande
- Jason "Blackball" McLean – sång på "Come Out and Play (Keep 'Em Separated)"[16][52]
- John Mayer – tal på "Time to Relax",[19] "Genocide" och "Smash"
- Thom Wilson – producent och ljudtekniker
- Ken Paulakovich – ljudtekniker
- Mike Ainsworth – teknikassistent
- Ulysses Noriega – teknikassistent
- Eddy Schreyer – mastering (skrivet som Eddie Schreyer)
- Fred Hidalgo – design
- Kevin Head – design
- Lisa Johnson – fotografi
- Tom D. Kline – design på remasterutgåvan
- Edward Frausto – illustration av Atomic Man på 20th Anniversary Edition

## Topplistor
| Land           | Högsta listplacering |
| -------------- | -------------------- |
| Australien     | 1                    |
| Belgien        | 2                    |
| Finland        | 2                    |
| Frankrike      | 108                  |
| Kanada         | 3                    |
| Nederländerna  | 5                    |
| Norge          | 9                    |
| Nya Zeeland    | 6                    |
| Schweiz        | 3                    |
| Storbritannien | 21                   |
| Sverige        | 3                    |
| Tyskland       | 4                    |
| USA            | 4                    |
| Österrike      | 2                    |

## Certifikat
| Land           | Certifikat |
| -------------- | ---------- |
| Australien     | 4× platina |
| Japan          | Platina    |
| Kanada         | 6× platina |
| Norge          | Guld       |
| Schweiz        | Platina    |
| Storbritannien | Platina    |
| Sverige        | Platina    |
| USA            | 6× platina |
| Österrike      | Guld       |